# Yellow Spots
A Yellow Spots együttes 2003-ban alakult Budapesten. Egymástól távolinak tűnő szórakoztatózenei-stílusokat ötvöző, látványos, impulzív színpadi produkció, múmiákkal és dekoratív táncoslányokkal. Szövegei őrült, ironikus helyzetekről, jelenségekről, történetekről szólnak, abszurd és morbid ábrázolásmóddal. A zenekar mottója: „A több néha több!”

## Története
A zenekar ötlete valamikor '95-ben fogant meg Schlekman Dániel (Schleki) fejében, amikor is eszébe ötlött, vajon hogyan is festene, ha a két kedvenc zenei irányzatát, vagyis a dixielandet, valamint a Toy Dolls által is fémjelzett vidám, infantilis punkot egy zenekar keretein belül ötvözné. A tagok toborzása már nem ment ilyen egyszerűen, a jelentkező felek zöme leginkább meglévő fél bandájába akarta belerángatni Schlekit dobosnak, így az általa Yellow Spots-nak elnevezett formáció egészen '98-ig csupán a Centenárium lakótelep fantom zenekara maradt. Ekkor ismerkedett meg a mezőkövesdi Papp Petivel, aki felajánlotta a gitáros pozíció elfoglalását, majd évekig utazott fel a fővárosba, ahol ketten próbáltak kisebb-nagyobb kihagyásokkal. Komolyabb felállást csak 2001 nyarára sikerült összehozni rövid időre: 
- Papp Peti – gitár
- Napocska (a Tremors nevű psychobilly banda egyik oszlopos tagja) – nagybőgő
- Varga Balázs (egy péceli angoltanár) – szaxofon
- Borovitz Tamás (a Malacka és a TaHó jelenlegi frontembere) – trombita
- Barangó (a legendás Qss és később a Kalambó Kutyája zenekar ittas poétája) – másodgitár

de a lelkesedés nem tartott sokáig, pár hónap múlva a csapat megint elcsendesedett.
A Yellow Spots jelenlegi értelmében 2003 novemberében alakult meg. A nagybőgőt ismét Napocska vette magához, valamint csatlakozott a harsonás tudását ilyen-olyan ska zenekarokban kamatoztató „Jojó” és a Muerte nevű metalcore zenekar gitárosa, Márk. Az első fellépésre ebben a felállásban decemberben került sor az óbudai Vörös Yukban, ahol Schleki programszervezőként tevékenykedett és ekkor még énekes hiányában ő dalolászott a dobok mögül. 
2004 elejétől folyamatosak voltak a próbák, amin az egyéb tagjelöltek is folyamatosan cserélődtek, főleg az énekesi posztra szánt tucatnyi egyén, akik közül „Aberrált” (Schleki másik zenekarának, a Csók és Könnynek frontembere) maradt meg véglegesen, „Jojó” pár hónapra rá – a zenekar fokozatosan kialakuló morbid imázsától viszolyogva – a kilépés mellett döntött. A zenekar t kisebb klubokban koncertezett és nyáron Luca foglalta el az altszaxofonosi pozíciót. (Jó pár ideiglenes tag is hosszabb-rövidebb ideig részt vett a Yellow Spots működésében: Újvári Ági (Kalambó Kutyája) – billentyű, Barangó: tuba, trombita, Dobó „Rovar” Gábor (Rovátkolt Barom) – harsona.) Koncerteztek a Kultiplextől a hódmezővásárhelyi disznóhizlaldáig sok helyen: a SKAland fesztiválon, a Vörös Yuk táborán, a Sziget Zöld Udvarán és egyéb emlékezetes amatőrködések is történtek. Ősszel Violetta csatlakozott, mint trombitás. 
2005 elején Törökbálinton elkészítették a Belezős Balladák névre elkeresztelt 13 számból álló demót, exzenészek és barátok közreműködésével. Folyamatosan koncerteztek vidéken és Budapesten egyaránt számos helyen (klubok, kocsmák, fesztiválok, szalagavató, esküvői lagzi, Free Feszt, Sziget, Dély Party, FeZen, Anti-Parádé a Kék Yukban). Szeptemberben Attila beszállt harsonásnak, így végre teljes a fúvós szekció. Decemberben az első külföldi fellépés is megtörtént, méghozzá Bécsben az angol King Kurt előtt. 

## Tagjai
- Androvicz „Andró”, „Kevert úr” Gábor – billentyű
- Harmati „von Ottakringer” Sebestyén – trombita
- Holup „Tinker” Márk – gitár
- Kopcsek „Lódoktor” László – altszaxofon
- Pintér „Bogyó” Bori – vokál
- Rishko Roman - harsona
- Schlekman „Prof.Schlek” Dániel – dobok, cinek, vokál
- Szalay „Szasza”, „Fogkefe úr”, „Mr. Toothbrush” Szabolcs - ének
- Tóth „Eresz”, „Friszkó”, „Plankton” Szabolcs – nagybőgő, vokál

„Sebészasszisztens” női tánckar: Fodor Barbara, Holup Orsolya, Mező Virág, Mészáros Kinga
Rendszertelen vendég: Ferencz – biztonsági őr, múmia

## Külső hivatkozások
- http://www.yellowspots.hu
- http://www.reverbnation.com/yellowspots
- https://www.facebook.com/yellowspots
- http://www.soundcloud.com/yellow-spots